# Wiesława Konwent
Wiesława Konwent, coniugata Piotrkiewicz (Danzica, 23 gennaio 1961), è un'ex cestista polacca.

## Carriera
Con la Polonia ha disputato i Campionati del mondo del 1983 e quattro edizioni dei Campionati europei (1980, 1981, 1983, 1985).